# Alexander Dmitrijewitsch Sujew
Alexander Dmitrijewitsch Sujew (russisch Александр Дмитриевич Зуев; * 26. Juni 1996 in Qostanai, Kasachstan) ist ein russischer Fußballspieler.

## Karriere

### Verein
Sujew begann seine Karriere bei Tschertanowo Moskau. Im September 2013 wechselte er zu Spartak Moskau. Im April 2014 spielte er erstmals für die zweite Mannschaft Spartaks in der drittklassigen Perwenstwo PFL. Für diese kam bis zum Ende der Saison 2013/14 zu acht Einsätzen. Im September 2014 stand er gegen Terek Grosny auch erstmals im Profikader Spartaks. Sein Debüt für diese gab er im selben Monat im Cup. Im Oktober 2014 debütierte Sujew schließlich auch in der Premjer-Liga, als er am zehnten Spieltag der Saison 2014/15 gegen Ural Jekaterinburg in der 85. Minute für Rômulo eingewechselt wurde. In der Saison 2014/15 kam er insgesamt zu zwei Einsätzen in der höchsten russischen Spielklasse, zudem spielte er 25 Mal für die Zweitmannschaft in der dritten Liga. Mit Spartak-2 stieg er zu Saisonende in die Perwenstwo FNL auf.
In der Saison 2015/16 absolvierte der Flügelspieler 14 Spiele für die erste Mannschaft und 22 Zweitligaspiele für die zweite. Im Februar 2017 wurde er an den Ligakonkurrenten Krylja Sowetow Samara verliehen. Bis zum Ende der Leihe absolvierte Sujew elf Spiele für Samara in der Premjer-Liga, aus der er mit dem Verein zu Saisonende jedoch abstieg. Zur Saison 2017/18 wurde er an den FK Rostow weiterverliehen. In Rostow kam er 2017/18 zu 25 Einsätzen. Im Mai 2018 wurde er fest verpflichtet. In der Saison 2018/19 kam der Offensivspieler zu 22 Erstligaeinsätzen.
Nach weiteren sieben Einsätzen zu Beginn der Spielzeit 2019/20 wurde Sujew im September 2019 an den Ligakonkurrenten Rubin Kasan verliehen. In Kasan wurde der einstige Flügelstürmer zum Außenverteidiger umfunktioniert, während der Leihe kam er zu 17 Einsätzen für die Tataren. Zur Saison 2020/21 kehrte er zunächst nach Rostow zurück, ehe er im August 2020 von Kasan fest unter Vertrag genommen wurde. Für Rubin kam er zu weiteren 40 Einsätzen, ehe er mit dem Team am Ende der Saison 2021/22 aus der Premjer-Liga abstieg.
Zur Saison 2022/23 wechselte Sujew im Anschluss zum Erstligisten FK Chimki. Für Chimki absolvierte er bis zur Winterpause 14 Partien. Im Februar 2023 kehrte er zum Ligakonkurrenten Samara zurück. Bis Saisonende absolvierte er zehn Partien für KSS. Im September 2023 wechselte er nach Serbien zum FK IMT Belgrad.

### Nationalmannschaft
Der gebürtige Kasache Sujew spielte ab 2011 für russische Jugendnationalteams. Mit der U-17-Auswahl nahm er 2013 an der EM teil. Er kam in allen fünf Partien seines Landes zum Einsatz, mit den Russen gewann er das Turnier auch und qualifizierte sich so für die WM im selben Jahr. Für diese wurde er ebenfalls nominiert, bei der WM kam er in zwei von vier Spielen zum Einsatz. Russland schied im Achtelfinale aus. Mit der U-19-Mannschaft qualifizierte er sich 2015 auch für die EM. Bei der U-19-EM kam er zu vier Einsätzen, die Russen unterlagen erst im Finale Spanien.
Zwischen März 2016 und Oktober 2018 absolvierte er 14 Spiele für das U-21-Team.